# Нашата история (сериал)
Нашата история (на турски: Bizim Hikaye) e турски сериал, премиерно излъчен през 2017 г. Адаптация е на щатския сериал „Безсрамници“.

## Излъчване
| Сезон | Епизоди | Начало на сезона  | Край на сезона | Всички епизоди | ТВ сезон    | ТВ канал | Дата и час        |
| ----- | ------- | ----------------- | -------------- | -------------- | ----------- | -------- | ----------------- |
| 1     | 37      | 14 септември 2017 | 7 юни 2018     | 1 – 37         | 2017 – 2018 | FOX      | четвъртък (20:00) |
| 2     | 33      | 13 септември 2018 | 23 май 2019    | 38 – 70        | 2018 – 2019 | FOX      | четвъртък (20:00) |

### В България
| Сезон | Епизоди | Начало на сезона  | Край на сезона      | Всички епизоди | ТВ сезон | ТВ канал     | Дата и час                 |
| ----- | ------- | ----------------- | ------------------- | -------------- | -------- | ------------ | -------------------------- |
| 1     | 107     | 11 януари 2021 г. | 8 юни 2021 г.       | 1 – 107        | 2021 г.  | Диема Фемили | всеки делничен ден (21:00) |
| 2     | 93      | 9 юни 2021 г.     | 15 октомври 2021 г. | 108 – 200      | 2021 г.  | Диема Фемили | всеки делничен ден (21:00) |

В България сериалът започва на 11 януари 2021 г. по Диема Фемили и завършва на 15 октомври. На 4 юни 2022 г. започва повторно излъчване и завършва на 14 май 2023 г. Ролите се озвучават от Даниела Йорданова, Вилма Карталска, Таня Димитрова, Росен Плосков, Илиян Пенев и Константин Лунгов.

## Актьорски състав
- Хазал Кая – Филиз Елибол-Актан
- Бурак Дениз – Баръш Саваш-Актан
- Реха Йозджан – Фикри Елибол
- Яааъз Джан Конялъ – Рахмет Елибол
- Нежат Уйгур – Хикмет Елибол
- Алп Акар – Фикрет Елибол „Фико“
- Зейнеп Селимоглу – Кираз Елибол
- Йомер Севги – Исмет Елибол „Исмо“
- Несрин Джевадзаде – Тюляй Серткая
- Мехмет Корхан Фърат – Туфан Шахин
- Мехметджан Минджинозлу – Джемил Енгин
- Еврим Доан – Г-жа Шейма
- Джемал Токташ – Йомер
- Берен Гьокйълдъз – Айше
- Сахра Шаш – Чичек Дурмаз-Енгин
- Мелиса Дьонгел – Дениз Челик-Елибол
- Пънар Чаалар Генчтюрк – Ферда
- Мурат Бьолюджек – Джюджю „Джюнейт“
- Селяхатин Ташдьоген – Зихни Елибол
- Джанкат Айдос – Ерсин Елибол
- Бениан Дьонмез – Неджиле
- Мурат Данаджъ – Адвокат Селим Текин
- Мирай Акай – Зейнеп
- Хазал Адъяман – Дерин
- Берфин Чироглу – Мерве Актан